# Benno Butter
Benno Butter (* 30. August 1914 in Pawlowsk; † 22. August 1985 in Berlin) war ein deutscher Maler und Grafiker.

## Leben und Werk
Der Vater Butters, Benno Georg Butter (* 1886), war Diplom-Ingenieur, der u. a. für Hugo Junkers arbeitete, und dessen Vater 1867 aus der preußischen Provinz Schlesien nach Astrachan gekommen war. Die Mutter Butters stammte aus einer Mennoniten-Familie, die 1834 aus Westpreußen nach Russland gekommen war. Butters Eltern lebten in Pawlowsk. Nach Beginn des Ersten Weltkriegs wurde sein Vater als deutscher Staatsangehöriger interniert und in ein Dorf in der Nähe von Jekaterinburg verbracht. Einige Zeit darauf folgten ihm seine Frau mit dem Sohn. Nach Kriegsende gingen sie 1918 zurück nach Pawlowsk, wo sie den Russischen Bürgerkrieg erlebten. Das hatte zur Folge, dass die Beschäftigung mit Krieg und Militarismus Butter sein ganzes Leben nicht losließen.
1920 verließ die Familie Russland und ging nach Dessau, wo Butters Vater bei Junkers Motorenbau arbeitete.
Butter absolvierte von 1920 bis 1934 in Dessau das Gymnasium. In dieser Zeit zeichnete er erste Bildgeschichten. Von 1934 bis 1936 besuchte er die Handwerkerschule Erfurt und studierte er insbesondere bei Walter Buhe und Carl Thiemann an der Staatlichen Kunstakademie in Leipzig. Von 1936 bis 1938 musste er Dienst bei der Wehrmacht leisten. Danach studierte er wieder in Leipzig. Als er eine Reise nach Jugoslawien machte, wurde er erneut einberufen, und er nahm von 1941 bis 1944 in der Sowjetunion als Dechiffrierer und Übersetzer gegnerischer Funksprüche am Zweiten Weltkrieg teil. Seine Eindrücke hielt er in Skizzen fest. Auf dem Rückzug kam er in Böhmen im Mai 1945 in Kriegsgefangenschaft, aus der er wenig später nach Dessau entlassen wurde.
Dort beteiligte er sich 1946 an der ersten Dessauer Kunst-Ausstellung nach dem Krieg. Er führte in Leipzig sein Studium zu Ende und arbeitete dann als freischaffender Künstler in Dessau. Anfangs bemalte er zum Broterwerb Lampenschirme. Dann erhielt er Aufträge für gebrauchsgrafische Arbeiten, u. a. für die Leipziger Messe.
Er malte erste Aquarelle der Dessauer Landschaft und dokumentierte, wie auch Irmela und Martin Hadelich, Carl Marx und Hans-Erich Schmidt-Uphoff und Heinz Szillat das Bild Dessaus nach dem Ende des Krieges. So entstanden 1949 mitunter karikatureske Federzeichnungen wie Sturm auf den Kohlenzug, Straßenbahn und Tanzsaal. 1951 erhielt er zusammen mit anderen Dessauer Künstlern einen ersten Auftrag für baugebundene Kunst, eine ornamentale Erkergestaltungen am Dessauer Marktplatz.
Butter schuf eine bedeutende Zahl von Karikaturen und Cartoons vor allem für den Eulenspiegel-Verlag, das Bauernecho, die Hallesche SED-Bezirkszeitung Freiheit und von 1962 bis 1964 für die Jugendzeitschrift Atze. Bildgeschichten wie Die Schatzinsel und Tom Sawyer wurden z. T. als Dia-Rollfilme veröffentlicht.
1955/1956 hielt sich Butter auf Einladung seiner Schwester Ilse und ihres Mannes, des bundesdeutschen Journalisten Max Ursin (1909–1997), ein halbes Jahr in Äthiopien auf. Dort arbeitet er in Addis Abeba für das Theater und erhielt er eine Personalausstellung. Das brachte seinen künstlerischen Durchbruch.
Butter schuf dann vor allem Aquarelle und Blätter in Mischtechnik, die die Wörlitzer Landschaft zeigen, und bearbeitete weitere Aufträge für baugebundene Kunst. 1973 entwarf er Szenenbilder und Figurinen für die Inszenierung der Komödie von Peter Hacks Die Schöne Helena am Landestheater Dessau.
Butter gehörte zu den ersten Künstlern der DDR, die in volkseigene Betriebe gingen und dort volkskünstlerische Zirkel organisierten. So leitete er den Mal- und Zeichenzirkel des VEB Waggonbau Dessau und des VEB Maschinenfabrik und Eisengießerei Dessau (ABUS) und den Zirkel für Metallgestaltung des VEB Zementanlagenbau Dessau (ZAB), mit dem er 1970 ein erstes Rundstahlbild schuf, dem weitere Rund- und Bandstahlbilder folgten, u. a. für das Landestheater und das Hotel Stadt Dessau. Für den ZAB übernahm er auch die künstlerische Betreuung von Betriebsveranstaltungen. Bereits 1964 wurde seine Grafik „Werkhalle im VEB Zementanlagenbau“ in einem von der Blockpartei CDU initiierten Wettbewerb ausgezeichnet.
Butter erhielt 1973 den Wilhelm-Müller-Kunstpreis der Stadt Dessau. Er war Mitglied des Verbands Bildender Künstler der DDR.
Bilder Butters befinden sich u. a. im Museum Schloss Bernburg.
Butter war zwei Mal verheiratet und hatte die Söhne Ralf (* 1949), Michael (* 1951) und Andreas (Kunsthistoriker; *1963).

## Bücher mit Karikaturen Butters
- Klamauk um Helena. Eulenspiegel Verlag Berlin, 1974 (Text und Zeichnungen)
- Herrenpartie nach Ithaka. Eulenspiegel Verlag Berlin, 1974 (Text und Zeichnungen)
- Sonja Schnitzler (Hrsg.): Resümee 4. Ein Almanach der Karikatur. 4. Band. Eulenspiegel-Verlag Berlin, 1976 (mit weiteren Karikaturisten)

## Ausstellungen (unvollständig)

### Einzelausstellungen
- 1959: Leipzig, Christliche Kunsthandlung „Wort und Werk“ [Titel unbekannt][6]
- 1968: Leipzig, Christliche Kunsthandlung „Wort und Werk“ [Titel unbekannt][7]
- 1979: Dessau, Staatliche Galerie („Benno Butter. Aus dem Schaffen 1948 – 1978. Malerei, Grafik, Metallgestaltung, Illustration, Karikatur“)
- 1980: Dessau, Staatliche Galerie „Schloss Georgium“ („Benno Butter – Werke aus drei Jahrzehnten“)
- 1985: Zerbst, „Kleine Galerie“ [Titel unbekannt][8]
- 1994: Dessau („Nähe und Ferne“)
- 2006: Dessau, Anhaltischer Kunstverein („Von Anhalt nach Addis Abeba“)

### Ausstellungsbeteiligungen
- 1957: Halle/Saale, Staatliche Galerie Moritzburg („Deutsche Maler sehen Afrika“)
- 1960: Leipzig, Christliche Kunsthandlung „Wort und Werk“ [Verkaufsausstellung u. a. mit „Dorf im Fläming“ von Benno Butter][9]
- 1962/1963: Dresden, Fünfte Deutsche Kunstausstellung[10]
- 1964: Erfurt, Angermuseum (Grafikausstellung)[11]
- 1968: Dessau, Staatliche Galerie „Schloss Georgium“ („Dessauer Künstler stellen aus“)[12]
- 1984: Leipzig, Informationszentrum am Sachsenplatz (Ausstellung der Sektion Karikatur und Pressezeichnung DDR-Süd im VBK).